# Alejandro Coello Calvo
Alejandro Coello Calvo (* 25. Juli 1989 in León, Spanien) ist ein spanischer Perkussionist, Komponist, Pianist und Arrangeur. Seit 2013 unterrichtet er Schlagwerk an der Hochschule für Musik Franz Liszt Weimar.

## Leben
Alejandro Coello ist der einzige Sohn des Komponisten Emilio Coello Cabrera und der Flötistin Maria Luisa Calvo. Sein Großvater mütterlicherseits, Luis Calvo Rey, war Dirigent der Banda Municipal de Música de Astorga.
Im Alter von 5 Jahren erhielt er in Alcobendas den ersten Musikunterricht und lernte später Kontrabass am Musikgymnasium in Salamanca. Im Alter von 16 Jahren studierte er an der Musikhochschule von Salamanca Schlagzeug bei Thomás Martin López und Cembalo bei Alfonso Sebastián Alegre und schloss sein Studium mit einem Diplom ab. Im Rahmen des Erasmusprogramms studierte Coello ab 2008 in Weimar an der Hochschule für Musik Franz Liszt bei Markus Leoson. Er erhielt mehrfach das Charlotte-Krupp-Stipendium und das Musikalische-Excellenz-Stipendium und schloss sein Konzertexamen mit Auszeichnung ab.
Er besuchte u. a. Kurse bei Nebojsa Jovan Zivkovic, Bogdan Bacanu, Miguel Bernat, Emmanuel Séjourné, Julio Barreto, und Arturo Serra.
Coello arbeitete mit zahlreichen Musikensembles zusammen und spielte als Solist, u. a. mit dem Orquesta Filarmónica de Camara de Madrid, Ensemble Iberoamericano, JOSCYL, Plural Ensemble, Smash Ensemble, Youth Percussion Pool und Hangzhou Philharmonie.
Mit dem Orquesta Ibérica de León war er Solist bei der Uraufführung des Konzerts für Gitarre, Marimba und Orchester von Flores Chaviano. Im Alter von 16 Jahren dirigierte Coello das Per Músicam Orchester in der alten Kathedrale von Madrid (Colegiata de San Isidro). Gleichzeitig gründete er mit dem Saxophonisten Xabier Casal Ares das Perc`air-Duo und trat mit diesem beim Internationalen Musikfestival von Santander auf.
2010 gründete er mit Tomi Ananiev Emilov das Schlagwerkduo MixStick. In Shanghai gewannen sie im Jahre 2011 beim Shanghai Percussion Festival den ersten Preis. Sie konzertieren regelmäßig in Deutschland, Spanien und Bulgarien.
Coello war mehrmals in China zu Gast. 2014 gab er ein Perkussionskonzert in Hangzhou und wurde 2015 von der Shanghai Percussion Association als Gastprofessor eingeladen. 2016 war er beim Music Festival in Taiyuan Jurymitglied. 2016 trat er mit seiner Musikgruppe Art Government Percussions im Weimarer Stadtschloss auf. Außerdem gab er Konzerte für den WWF und die Shenzhen Foundation.
Er spielte unter der Leitung bekannter Dirigenten wie Christian Thielemann, Zolt Nagy, Jean Paul Dessy, José Manuel López López, Fabian Panisello und Nicolás Pasquet.
Seit 2013 arbeitet Coello als Lehrbeauftragter für Soloschlagwerk an der Hochschule für Musik Franz Liszt in Weimar und ist außerdem für das Musikgymnasium Schloss Belvedere tätig. Er gab Meisterkurse in Spanien, Mexiko und China und unterrichtete von 2017 bis 2018 an der Hochschule für Musik in Castilla y León.
Er ist mit der mexikanischen Sängerin Liliana Cortez Burciaga verheiratet.

## Werke
Coello komponiert für verschiedene Gruppen und Stilrichtungen sowie für elektronische Musik als auch für Instrumentalmusik. Er konzentriert sich hauptsächlich auf audiovisuelle Medien und Filmmusik. Einige seiner Werke sind:
- Concertrate für Marimba solo
- Period für Vibraphon und Schlagzeug
- Malpaíses für Gitarre und Marimba (welches er dem Gitarristen Ricardo Gallén widmete)

Er arrangierte zwei Versionen von Píntame angelitos negros und El cumbanchero für gemischten Chor, die vom Zeitgenössischen Vokalensemble von Teneriffa (Ensamble Vocal Contemporáneo de Tenerife) unter der Leitung von Antonio Abreu Lechado in Auftrag gegeben wurden.
2014 wurden zwei seiner sieben Präludien vom Pianisten Tito García González im Auditorio Nacional de Música Madrid uraufgeführt. 2015 arbeitete er an audiovisuellen Musikprojekten und Kurzfilmen für Masterstudenten an der Bauhaus-Universität Weimar.
Zudem wirkte er als Komponist für den TV-Spot „Der Konflikt in Syrien: eine gigantische offene Wunde“ für das UNHCR (mit Melanie Olivares, Anne Igartiburu und Luis Tosar), welcher im spanischen Fernsehen über den Sender Telecinco und das Internet ausgestrahlt wurde.

## Diskografie
- One minute later von Diego Barber mit Eric Harland und Ben Williams in den Avatar Studios, NYC (Sunnyside records)[7]
- Estampas latinas mit dem Ensemble Iberoamericano und Gitarrist Ricardo Gallén[8]
- Winnipeg. Música y exilio mit dem Ensemble Iberoamericano[9]
- Beatus PALAFOX. Polifonía del Siglo XVII Entre Dos Mundos mit der Camerata Lacunensis, Capilla Nivariense und Cantoría San Miguel de las Victorias[10]
- Aufnahmen für den Mitteldeutschen Rundfunk (MDR Figaro).
- Percussion Theory mit Simon Phillips, Diego Barber, Xabier Casal und Art Government Percussions. Werke von Alejandro Coello (Veröffentlichung April 2019).[11]